# Frank Jonke
Frank Jonke est un footballeur international canadien né le 30 janvier 1985 à Pickering en Ontario. Il évolue au poste d'attaquant avec le FC Edmonton.

## Biographie
Le 20 novembre 2013, il s'engage avec le FC Edmonton pour la saison 2014 de NASL

## Palmarès
- AC Oulu
  - Champion de deuxième division finlandaise en 2009